# Octubre Centre de Cultura Contemporània
L'Octubre Centre de Cultura Contemporània (OCCC) és el nom amb el qual s'ha batejat l'antic edifici El Siglo Valenciano després de la seua adquisició per Acció Cultural del País Valencià el 2004 i subseqüent obertura l'octubre del 2006. L'OCCC és situat al carrer de Sant Ferran de València, prop de la plaça del Mercat i la de l'Ajuntament.

## L'edifici

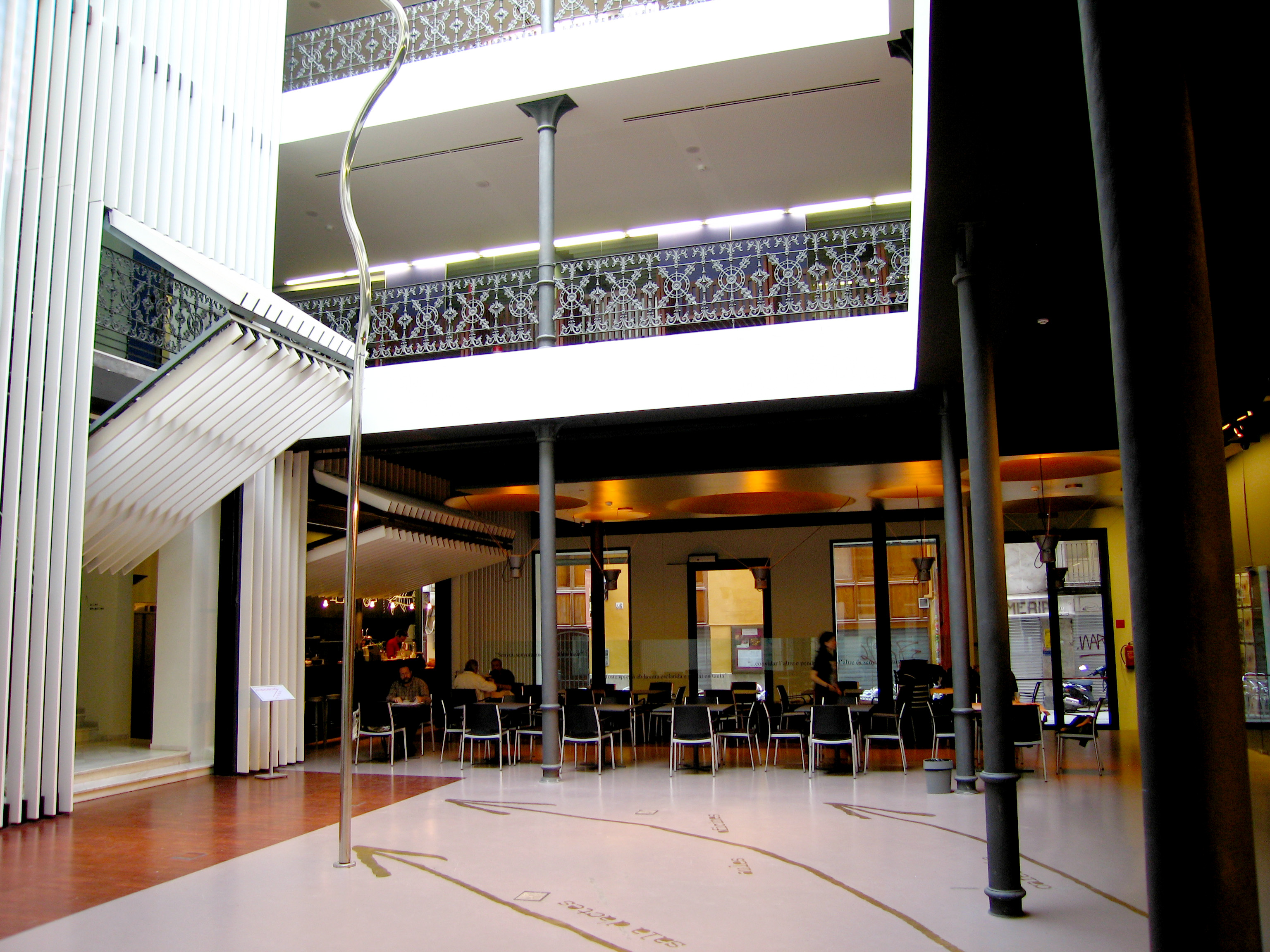
Planta baixa

Antigament, El Siglo Valenciano va ser una mena de grans magatzems del teixit que assolí molta fama a València. Fou erigit el 1879. A la darreria del segle xx, ja es trobava en desús i en mal estat. Les obres de restauració, entre el 2004 i el 2006 i dirigides per l'arquitecte valencià Carles Dolç, han conservat en major part la seua estructura i especialment alguns elements com una secció de la muralla àrab de la ciutat i un fresc a la llibreria.
A la façana del carrer de Sant Ferran s'hi ha afegit una sèrie de rètols significatius. A part del nom oficial de l'Octubre Centre de Cultura Contemporània, hi ha un altre, pintat en un color més neutre, que encara proclama l'antiga funció del centre: "El Siglo Valenciano". Llums de neó il·luminen la façana canviant contínuament entre el roig, el blau i el groc. A banda hi ha uns quants nombres ordinals, que són significatius de distintes dates històriques com ara el 9, data de l'entrada de Jaume I a la Ciutat de València i igualment de la revolució russa.
A dins, l'edifici es divideix en tres plantes de galeries, més la baixa que forma un espai obert. Es crea enmig, doncs, un buit que deixa que la llum del sostre transparent entre a totes les plantes. A tot el llarg d'una paret, corrent del sostre fins a terra, hi ha un enorme escultura de llums, la qual s'il·lumina en diversos colors segons el temps exterior a través d'un sensor. Aquest sensor és el punt culminant d'una escultura d'Andreu Alfaro, un tub d'alumini amb revolts, que uneix la planta baixa amb el sostre de vidre i se situa en bell mig de l'espai central.
A dalt de tot hi ha un terrat que brinda una impressionant vista de la Ciutat Vella. Al mateix terrat hi ha un espai cobert que serveix de sala d'actes. Encara cal afegir el soterrani, que conté un espai d'exposicions, serveis i un petit teatre, a més d'una secció de l'antiga murada àrab que ha estat restaurada i protegida per vidre resistent, per tal que es pot passejar damunt. En total l'edifici suma 3.500 m².
L'edifici es divideix entre la planta baixa i el soterrani, d'entrada pública; la primera planta, on estan les aules i on també es fan les conferències; i la segona i la tercera plantes, utilitzades per a despatxos i d'accés restringit. L'accés a cada planta es fa a través de dos ascensors moderns i un d'antic, que és l'original de l'edifici i que fou el primer elevador de la ciutat.
|  |  |  |

## Actualitat
En l'actualitat és un centre d'exposicions culturals on diverses associacions relacionades amb la vida cultural del País Valencià i els Països Catalans hi tenen seus: Acció Cultural del País Valencià, la Institució Cívica i de Pensament Joan Fuster, la Societat Valenciana de Ciències de la Salut Joan B. Peset, l'Institut Ignasi Villalonga d'Economia i Empresa, la Fundació Ausiàs March, la Fundació Josep Renau, l'Espai Ciència, i l'Institut Internacional d'Estudis Borgians. L'edifici també alberga la Llibreria Tres i Quatre.
Un altre aspecte important són les classes d'idiomes que hi imparteix el Centre Carles Salvador, entre ells les de valencià/català. També cal destacar que el setmanari El Temps hi té la seua seu valenciana.

## Oferta cultural

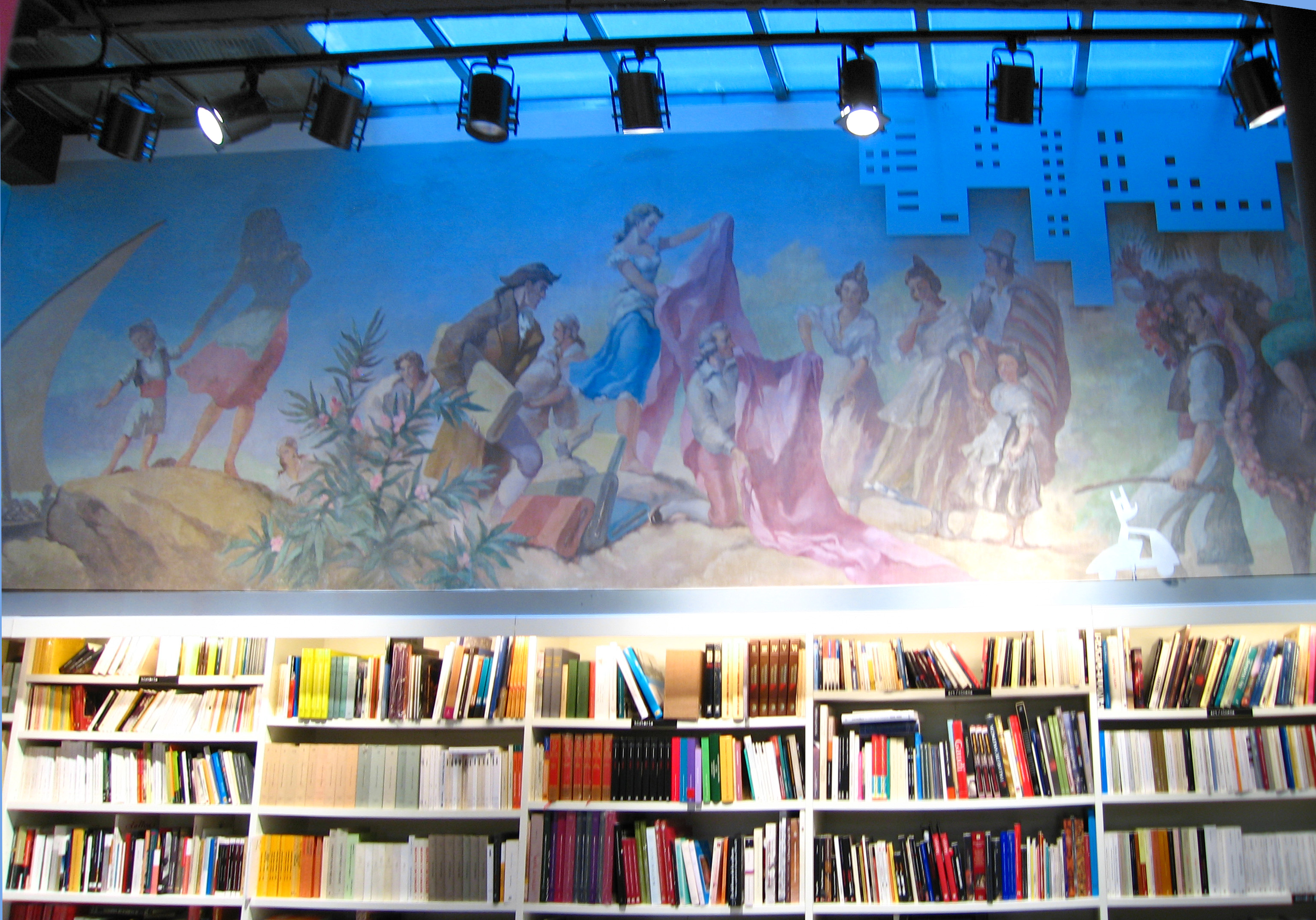
Mural i Llibreria 3 i 4

Però a l'Octubre, l'oferta de cultura no es limita a les classes d'idiomes o exposicions - que, per altra banda, tracten de temes poc habituals com ara la Marilyn Monroe i Tintin però també sobre els temes més arrelats a la cultura valenciana com Josep Renau o el centenari de l'Institut d'Estudis Catalans. S'hi organitzen un ample ventall d'activitats sota l'ombrall de "cultura contemporània", tant a dins com fora de l'edifici mateix. Els cursos d'empresa, de teatre i més complementen les conferències sobre temes de l'actualitat com el paper de la dona, economia del corredor mediterrani, política ambiental, etc. S'hi fan presentacions de llibres i premis (com els Premis Octubre); també se'n pot comprar a la Llibreria 3i4. És també un lloc de trobada entre polítics i altres agents socials. Les presentacions de documents sobre els Borja i sobre les fosses de l'època postguerra (vegeu Fòrum per la Memòria del País Valencià) han tingut gran ressò mediàtic. Els cicles de música ofereixen concerts de música pop, folk i experimental. Finalment, els joves tenen una varietat d'activitats, entre ells sessions de teatre en valencià i visites guiades de la Ciutat Vella.